# Krzysztof Ostrowski (polityk)
Krzysztof Jan Ostrowski (ur. 4 stycznia 1961 we Wrocławiu) – polski polityk, lekarz i samorządowiec, w latach 2001–2002 i 2006–2010 starosta gnieźnieński, poseł na Sejm VIII kadencji.

## Życiorys
Absolwent III Liceum Ogólnokształcącego w Poznaniu oraz Wydziału Lekarskiego Akademii Medycznej w Poznaniu (1985). Uzyskał specjalizacje z zakresu chorób wewnętrznych i organizacji ochrony zdrowia. Ukończył studia podyplomowe z zakresu marketingu i zarządzania w Wyższej Szkole Bankowej w Poznaniu (2000) oraz dotyczące samorządu terytorialnego na Uniwersytecie Warszawskim (2002). Od 1985 zawodowo związany ze służbą zdrowia, m.in. jako dyrektor ds. lecznictwa i kierownik działu opieki szpitalnej w ZOZ w Gnieźnie.
W 1990 z rekomendacji lokalnego Komitetu Obywatelskiego wszedł w skład zarządu miasta w Gnieźnie. Współtworzył Blok Miejski Gnieźnianie, przekształcony później w Stowarzyszenie Ziemia Gnieźnieńska. Był członkiem zarządu powiatu gnieźnieńskiego (1999–2001) i dwukrotnie starostą (2001–2002 i 2006–2010). Przez kilka kadencji do 2014 zasiadał również w radzie powiatu.
W 2011 wstąpił do Prawa i Sprawiedliwości. W wyborach w tym samym roku bezskutecznie ubiegał się o mandat poselski. W 2014 był kandydatem PiS na urząd prezydenta Gniezna, przegrał w drugiej turze głosowania z Tomaszem Budaszem. Uzyskał natomiast mandat radnego sejmiku wielkopolskiego V kadencji.
W 2015 ponownie kandydował do Sejmu w okręgu konińskim. Został wybrany na posła VIII kadencji, otrzymując 9443 głosy. W wyborach w 2019 nie uzyskał poselskiej reelekcji. W 2023 bez powodzenia ubiegał się z ramienia PiS o mandat senatora XI kadencji. W 2024 ponownie wybrany do rady powiatu.

## Życie prywatne
Krzysztof Ostrowski jest żonaty, ma troje dzieci.